# Оар (Сату Маре)
Оар (рум. Oar) насеље је у Румунији у округу Сату Маре у општини Ветиш. Oпштина се налази на надморској висини од 118 m.

## Становништво
Према подацима из 2002. године у насељу је живело 1514 становника.

### Попис2002.
| Расподела становништва по националности 2002.‍ | Расподела становништва по националности 2002.‍ | Расподела становништва по националности 2002.‍ | Расподела становништва по националности 2002.‍ | Расподела становништва по националности 2002.‍ |
| --------------------------------------------- | --------------------------------------------- | --------------------------------------------- | --------------------------------------------- | --------------------------------------------- |
|                                               |                                               |                                               |                                               |                                               |
| Румуни                                        | Румуни                                        |                                               | 243                                           | 16,1%                                         |
| Мађари                                        | Мађари                                        |                                               | 1.244                                         | 82,3%                                         |
| Роми                                          | Роми                                          |                                               | 25                                            | 1,7%                                          |